# Hava Nagila
Hava Nagila (hebrejski: הבה נגילה, hrvatski: veselimo se) je hebrejska narodna pjesma, obično korištena za različite proslave. Sama melodija Hava Nagile starija je od teksta koji se obično pjeva uz nju, a vjerojatno je napisana 1918. godine prilikom proslave pobjede u Palestini u prvom svjetskom ratu i Balfourove deklaracije.
| Transliteracija             | Hebrejski tekst               | Hrvatski prijevod                         |
| --------------------------- | ----------------------------- | ----------------------------------------- |
| Hava nagila                 | הבה נגילה                     | Veselimo se                               |
| Hava nagila                 | הבה נגילה                     | Veselimo se                               |
| Hava nagila ve nis'mecha    | הבה נגילה ונשמחה              | Veselimo se i budimo sretni!              |
|                             | (kitica se ponavlja jednom)   |                                           |
| Hava neranenah              | הבה נרננה                     | Pjevajmo                                  |
| Hava neranenah              | הבה נרננה                     | Pjevajmo                                  |
| Hava neranenah ve nis'mecha | הבה נרננה ונשמחה              | Pjevajmo i budimo sretni!                 |
|                             | (kitica se ponavlja jednom)   |                                           |
| Uru, uru achim!             | !עורו, עורו אחים              | Probudite se, probudite se braćo!         |
| Uru achim b'lev sameach     | עורו אחים בלב שמח             | Probudite se, braćo, sa srećom u srcu     |
|                             | (sth se ponavlja četiri puta) |                                           |
| Uru achim, uru achim!       | !עורו אחים, עורו אחים         | Probudite se, braćo, probudite se, braćo! |
| B'lev sameach               | בלב שמח                       | Sa srećom u srcu                          |

## Vanjske poveznice
- Hava Nagila
- Prvi zapisi židovskih pjesama